# Cohen contra Miller
Cohen contra Miller ist eine US-amerikanische Stummfilmkomödie aus dem Jahr 1926 von Harry A. Pollard. Der Film wurde von Universal Pictures produziert und basiert auf dem Bühnenstück Two Blocks Away von Aaron Hoffman.

## Handlung
Jacob Cohen, der Besitzer eines Kurzwarenladens in New York, und Patrick Kelly, ein irischer Polizist, liegen ständig im Clinch und streiten sich über alles und jedes. Kellys Sohn Tim und Cohens Tochter Nannie verlieben sich trotz des Gezänks ihrer Eltern ineinander. Als sie keine elterliche Zustimmung für ihre Heirat bekommen, heiraten sie heimlich. 

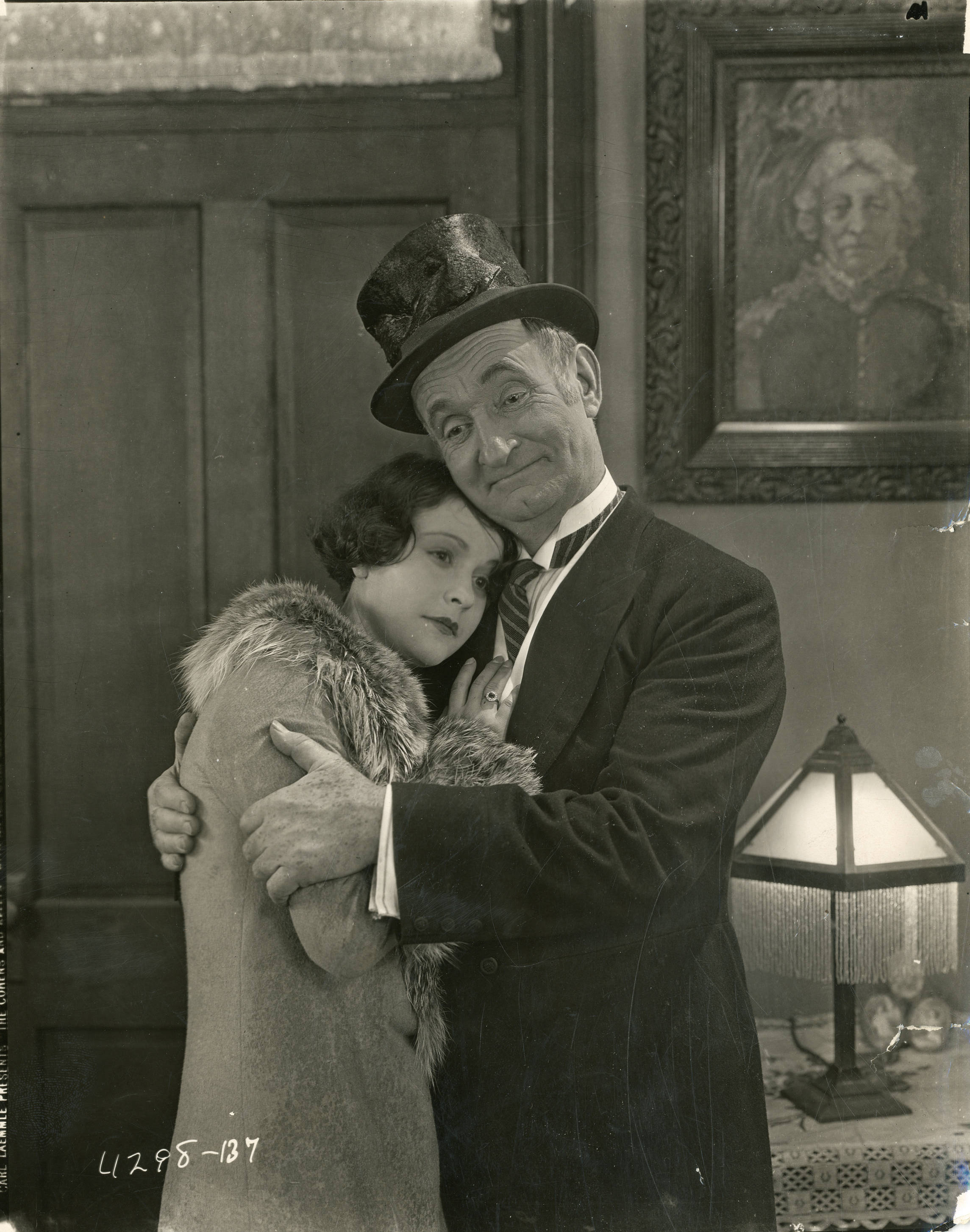
Szenenfoto mit Olive Hasbrouck und Charles Murray

Jacob erbt ein Vermögen und zieht mit seiner Familie in die Upper East Side. Einige Zeit später bekommt Nannie ein Kind. Als ihre Eltern niemandem vom Kelly-Clan erlauben, das Kind zu sehen, verlässt Nannie ihr Zuhause und zieht zu den Kellys, wo Mrs. Cohen bald nachzieht. Jacob entdeckt, dass Patrick der rechtmäßige Erbe des Vermögens ist, das er selbst geerbt hat, und geht, von Ehrlichkeit bewegt, zu dem stämmigen Polizisten und sagt ihm das. Die Männer versöhnen sich und beschließen, eine Partnerschaft einzugehen.

## Hintergrund
Die Produktion fand im Jahr 1925 in den Universal-Studios in Universal City statt. Ein Zeitungsartikel vom 21. Februar 1926 berichtete, dass die Schauspielerin Vera Gordon den Regisseur Harry A. Pollard davon überzeugt hatte, die Rolle der Mrs. Cohen hinzuzufügen, die nicht im ursprünglichen Drehbuch enthalten war. Nach einer erfolgreichen Vorpremiere veröffentlichte Universal-Chef Carl Laemmle im Magazin Film Daily vom 25. November 1925 einen offenen Brief an die Kinobetreiber, in dem er fragte, ob der Film, der derzeit neun Rollen lang ist, für die Kinoveröffentlichung gekürzt werden sollte. Laemmle behauptete: „Harry Pollard, der Regisseur, George Sidney, Charles Murray und Vera Gordon, die Hauptdarsteller und das gesamte Team, sind sich alle einig und argumentieren, dass es geradezu kriminell wäre, ihn zu kürzen. Aber ich möchte Sie zufriedenstellen und erfreuen.“ Die Kinoversion war 7.774 Fuß oder acht Rollen lang.
Im Anschluss an die Veröffentlichung des Films wurde kritisiert, dass er weniger Ähnlichkeit mit dem zugrunde liegenden Material, Aaron Hoffmans Theaterstück Two Blocks Away aus dem Jahr 1921, aufwies als mit Anne Nichols Theaterstück Abie’s Irish Rose aus dem Jahr 1922. Nichols reichte Klage gegen Universal, Carl Laemmle und Harry Pollard ein (Nichols vs. Universal Pictures Corp.), in der sie eine einstweilige Verfügung gegen den Film und 3 Millionen Dollar Schadensersatz forderte (2024: über 53 Millionen Dollar). Richter Learned Hand entschied zugunsten von Universal, nachdem er die Ähnlichkeiten zwischen den beiden Werken als zu vage befunden hatte, da sie auf Standardfiguren und -situationen basierten.
Charles D. Hall oblag die künstlerische Leitung. 
Bis 1933 produzierte Universal sechs Fortsetzungen, von denen nur die zweite (Atlantic City) im deutschsprachigen Raum veröffentlicht wurde.

## Veröffentlichung
Die Premiere des Films fand am 19. Februar 1926 in San Francisco und Hanover (Pennsylvania) statt. Im Deutschen Reich kam er im September 1926 in die Kinos.

## Kritiken
Mordaunt Hall beschrieb den Film in der The New York Times als gutmütiges Herumtollen. Die Besetzung sei außergewöhnlich gut, und obwohl die Hauptdarsteller oft übereifrig in ihren Mätzchen seien, sei dies ein Fehler, der dem Regisseur oder den Produzenten zuzuschreiben ist.
George T. Pardy lobte im Magazin Motion Picture News die erstklassigen Darsteller und die gute Regie sowie die rasante Action und den erfrischenden Humor.